# Broqvist konditori
Broqvist konditori är ett konditori som ligger på Kronobergsgatan 14 i Växjö. Konditoriet grundades 1876 av sockerbagaren Johan Broqvist. Tidigare stavade även konditoriet sitt namn Broqvist konditori. Johan Broqvist utbildade sig till konditor i Wien i Österrike och skapade då Napoleonbakelsen som sitt gesällprov.[källa behövs]. Konditoriet är Sveriges äldsta som fortfarande ägs och drivs av ättlingar till grundaren av kondotoriet. Det var tidigare kunglig hovleverantör och levererade konditorvaror bland annat till Huseby Bruk.